# Justinus Klass
Justinus Klass (vollständiger Name Justinus Johann Klass, * 1912 in Wintrich; † 1944 in Dorotka bei Tartow, Russland) war ein deutscher Althistoriker.

## Leben
Justinus Klass studierte Philosophie, Pädagogik, Geschichte und Klassische Philologie an der Universität Gießen. Hier trat er im Wintersemester 1932/33 der katholischen Studentenverbindung W.K.St.V. Unitas Cheruskia bei. Vom 1. Juli 1935 bis zum 26. November 1937 arbeitete er als Hilfsassistent am Historischen Seminar der Universität. Im November 1937 wurde er bei Kurt Stade zum Dr. phil. promoviert; seine Dissertation erschien 1939 in erweiterter Form.
Von 1939 bis 1942 nahm Klass am Zweiten Weltkrieg teil. Ab 1942 erhielt er Urlaub und wurde als Assistent am Historischen Seminar angestellt. Dort unterstützte er auch Karl Kalbfleisch bei der Edition von Urkunden aus der Gießener Papyrussammlung. Im Frühjahr 1943 wurde er erneut zum Kriegsdienst eingezogen und als Verbindungsoffizier an die Ostfront geschickt. Dort fiel er im September 1944.
Außer seiner Dissertation veröffentlichte Klass einige Aufsätze und Artikel in Paulys Realencyclopädie der classischen Altertumswissenschaft (RE).
1952 wurde ihm posthum der Ehrendoktortitel der Universität Florenz verliehen.

## Schriften (Auswahl)
- Führer durch den Wetzlarer Dom. Wetzlar 1934
- Cicero und Caesar. Ein Beitrag zur Aufhellung ihrer gegenseitigen Beziehungen. Berlin 1939 (Historische Studien 354; Dissertation)
- Sterbekassen im Altertum. In: Das Versicherungsarchiv. Wien 1942, S. 248–256